# محاكمة أكرم إمام أوغلو

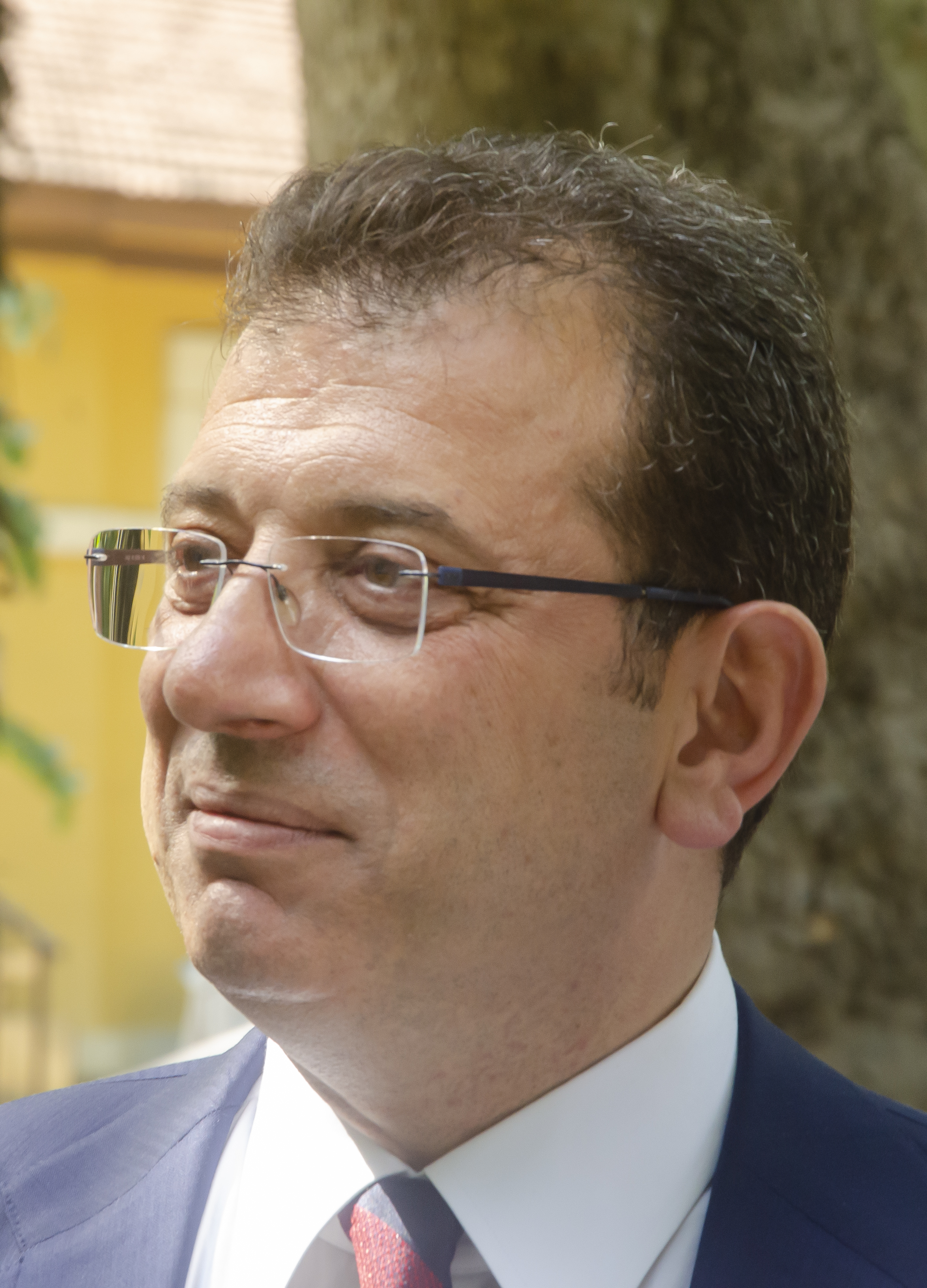
أكرم إمام أوغلو في يونيو 2022.

تمت محاكمة رئيس بلدية إسطنبول أكرم إمام أوغلو بتهمة إهانة مسؤول عام. واتهم بأنه وصف من ألغوا انتخابات رئاسة بلدية إسطنبول في مارس/آذار 2019 بـ"الحمقى". عقدت الجلسة الأولى في يناير/كانون الثاني 2022، وفي ديسمبر 2022 حُكم عليه بالسجن لمدة عامين و7 أشهر و15 يوم، وحُظر عليه العمل السياسي وفق المادة 53 من القانون الجنائي التركي. وقد استأنف الحكم، ولا ينطبق حظره من العمل السياسي طالما أنه ينتظر المحاكمة.

## خلفية
فاز أكرم إمام أوغلو في انتخابات رئاسة بلدية إسطنبول في مارس ويونيو 2019. تم إلغاء الفوز الأول الذي تحقق في شهر مارس من قبل المجلس الأعلى للانتخابات وتم تنظيم انتخابات جديدة في شهر يونيو. فاز إمام أوغلو مرة أخرى في هذه الانتخابات، وهذه المرة بهامش أكبر.
في نوفمبر 2019، أجاب إمام أوغلو على سؤال أحد المراسلين حول وزير الداخلية ووصفه بأنه "أحمق" لانتقاده إقالة رؤساء البلديات المنتخبين من حزب الشعوب الديمقراطي واستبدالهم بأمناء معينين أمام مجلس أوروبا.  أجاب بأن المسؤولين عن إلغاء الانتخابات البلدية الأولى في إسطنبول في مارس 2019 كانوا "حمقى" لأن ذلك من شأنه أن يشوه سمعة تركيا الدولية. في مايو 2021، تم توجيه الاتهام إلى أكرم إمام أوغلو بتهمة إهانة المسؤولين العموميين.

## المحاكمة
عقدت الجلسة الأولى في 10 يناير 2022 في إسطنبول. ودافع عن نفسه بأن كلمة "أحمق" لم تكن موجهة إلى أعضاء المجلس الأعلى للانتخابات بل إلى وزير الداخلية سليمان صويلو الذي استخدم كلمة "أحمق" لوصفه.  كما ذكر أنه كان من رأيه أن المجلس الانتخابي لم يكن هو الذي أمر بإلغاء الانتخابات بل حكومة تركيا. 
تم تأجيل جلسة الاستماع في يونيو إلى سبتمبر 2022. في الفترة من سبتمبر إلى نوفمبر وفي ديسمبر 2022، حكمت المحكمة على إمام أوغلو بالسجن لمدة عامين و7 أشهر و15 يوم والحظر السياسي وفق المادة 53 من القانون الجنائي التركي قبل أيام قليلة من النطق بالحكم، تم إرسال أحد قضاة المحكمة إلى محكمة أخرى في الريف وتم استبداله. واستأنف أكرم إمام أوغلو الحكم.

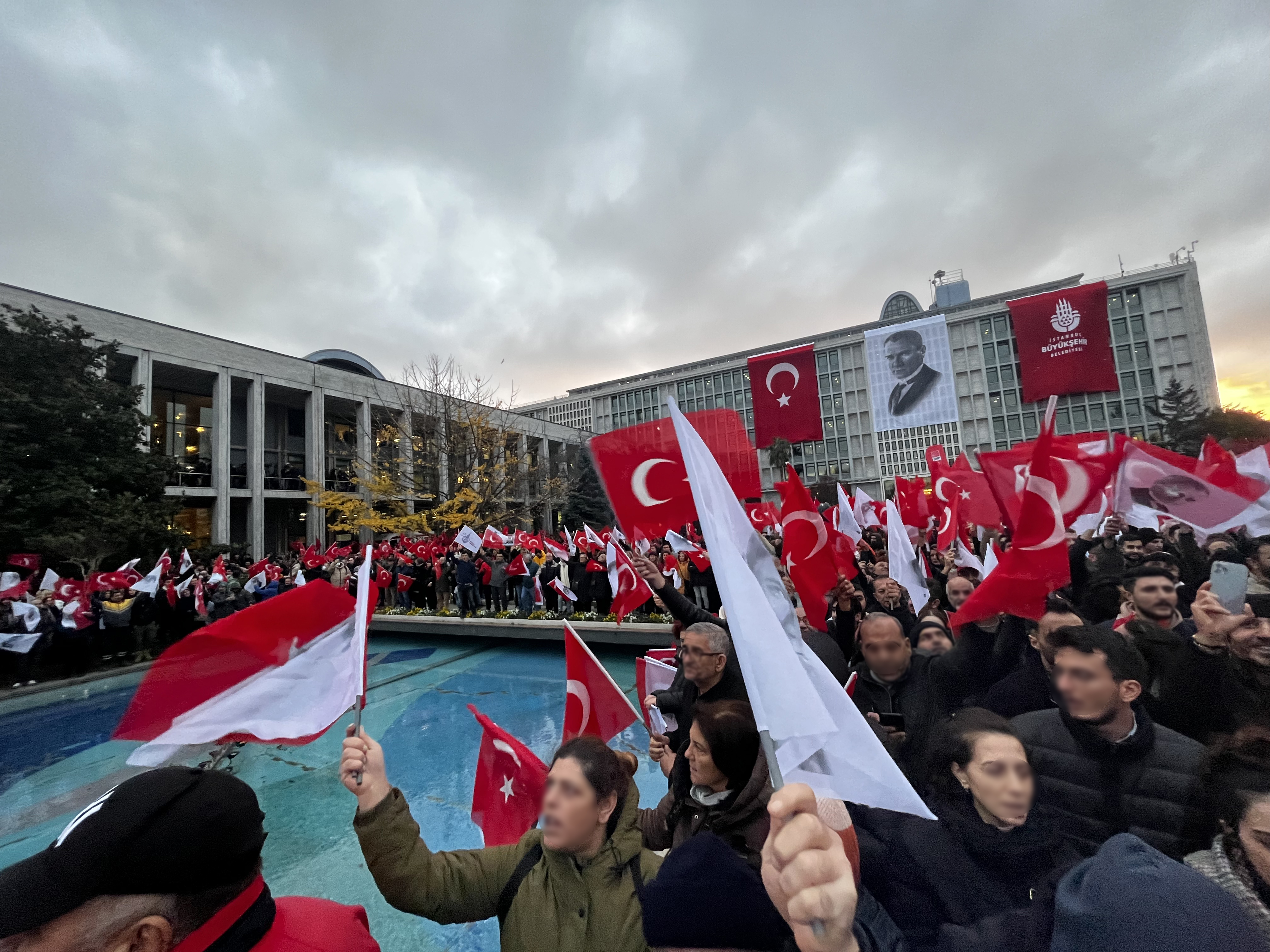
احتجاجات ردا على الحكم

## الاستقبال
أدان العديد من السياسيين الحكم. وتظاهر آلاف الأشخاص أمام بلدية إسطنبول دعماً لإمام أوغلو. وقد أثارت المحاكمة إدانة دولية واسعة النطاق وتجمع رؤساء البلديات الأوروبيون في إسطنبول لإظهار الدعم. ووصف الرئيس السابق عبد الله جول الحكم بأنه ظلم لإمام أوغلو ولتركيا أيضًا. وبحسب استطلاع للرأي حول الحكم، فإن أغلبية من شملهم الاستطلاع وكذلك ناخبي حزب العدالة والتنمية الحاكم، والمراقبين الدوليين أيضاً يرون أنه حكم ذو دوافع سياسية لدعم الحملة الانتخابية للرئيس التركي الحالي رجب طيب أردوغان.